# Косухін Євген Іванович
Косухін Євген Іванович (4 лютого 1904, Харків — 25 січня 1932, Київ) — радянський український кінорежисер, сценарист.

## Життєпис
Народився 4 лютого 1904 року у Харкові в родині військовослужбовця. 1929 року закінчив Одеський державний технікум кінематографії.
Був асистентом режисера у стрічці «Млин на узліссі» (1928). Протягом 1929—1931 років працював режисером на Київській кіностудії, де відзняв за власним сценарієм художню кінострічку «Немає перепон» (1929), а також кінокартини: «Контакт» (1930), «Вогні Бессемера» (1931, у співавторстві з кінорежисером Павлом Коломойцевим).
Помер 25 січня 1932 року у Києві.
| Кінематографіст | Це незавершена стаття про кінематографіста чи кінематографістку. Ви можете допомогти проєкту, виправивши або дописавши її. |

1. 1 2  http://www.kinokolo.ua/cyclopedia/person.php/439